# USS LST-218

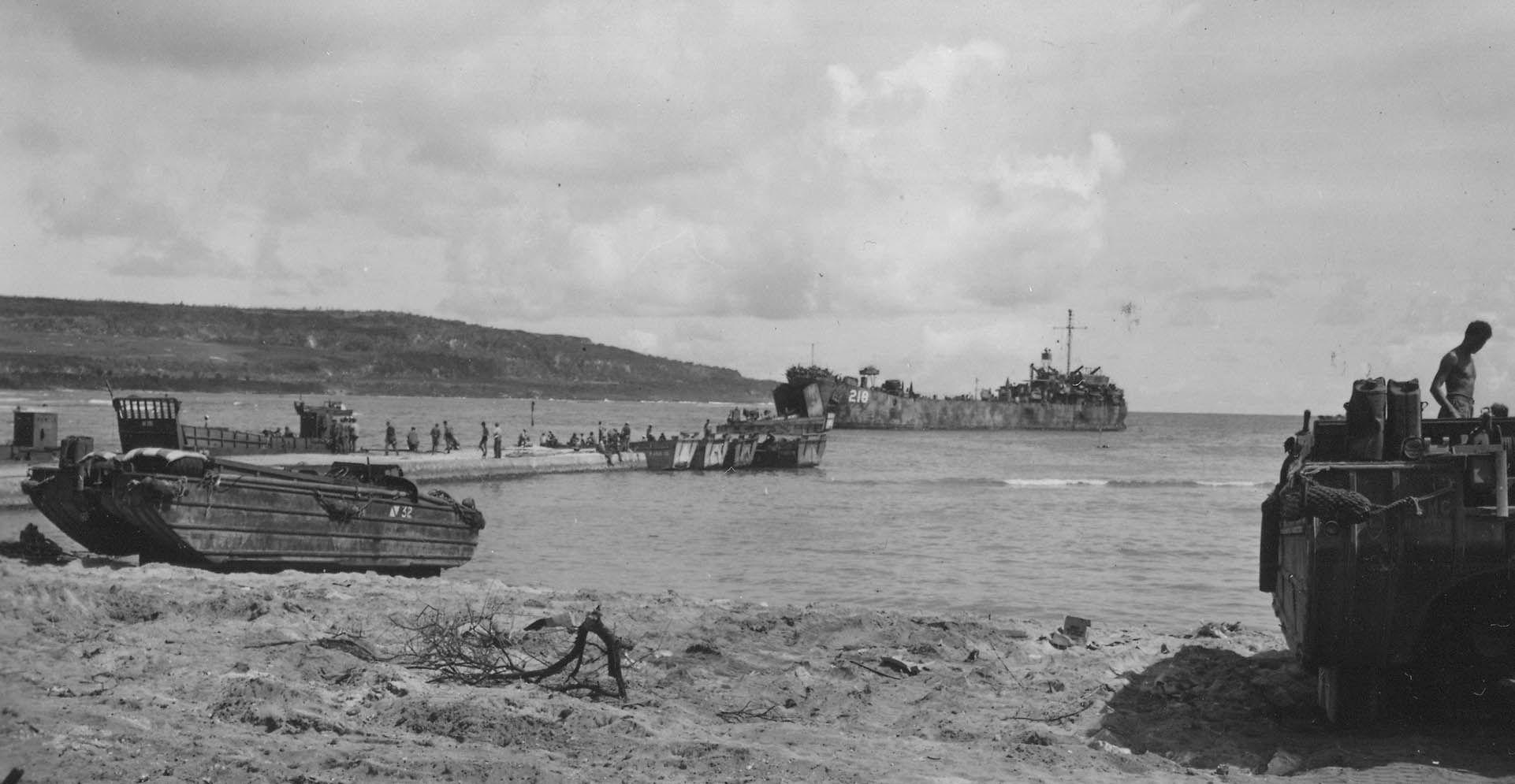
USS LST-218 descarregando carga em Tanapag Harbor, Siapan, 3 de agosto de 1944.

O USS LST-218 foi um navio de guerra norte-americano da classe LST que operou durante a Segunda Guerra Mundial.